# تيد جينينغز
تيد جينينغز (بالإنجليزية: Ted Jennings)‏ هو لاعب كرة قدم أمريكية أمريكي، ولد في 15 مارس 1990 في بيتسبرغ في الولايات المتحدة.

## وصلات خارجية
- تيد جينينغز على موقع JustSportsStats.com (الإنجليزية)